# Fylogeneze
Fylogeneze (z řec. fylé = kmen a genesis = zrození, původ) nebo také fylogenetický vývoj znamená vývoj druhů organismů. Fylogeneze je historický proces, který většinou nelze přímo pozorovat, ale musí se rekonstruovat na základě evoluční teorie. Protějškem fylogeneze je ontogeneze (morfogeneze), pravidelný vývoj jedince k dospělosti. Věda zkoumající fylogenezi se nazývá fylogenetika. Grafickým znázorněním vzájemných vztahů mezi skupinami organismů jsou fylogenetické stromy.

## Taxonomie a fylogeneze

Taxony: žlutě = monofyletický, tyrkysově = parafyletický, červeně = polyfyletický

První systematické uspořádání všech tehdy známých druhů organismů (rostlin a živočichů) vytvořil švédský biolog Carl Linné v díle Systema naturae (1735). Linnéův systém byl založen na podobnostech, které Linné pokládal za důležité, a seřadil všechny organismy do hierarchie taxonů (říše, kmen, třída, čeleď, rod, druh). Od konce 19. století se biologové snažili přizpůsobit tento hierarchický systém evoluční teorii tak, aby se vznik taxonů dal evolučně vysvětlit. Tomu odpovídá dnes užívaná mezinárodní biologická taxonomie a nomenklatura (pojmenování). Rozlišují se taxony monofyletické s jediným společným předkem a zahrnující všechny jeho potomky, dále polyfyletické bez blízkého společného předka a konečně parafyletické, nezahrnující všechny potomky společného předka. Na sousedním obrázku je (žlutě) znázorněna monofyletická skupina, zahrnující plazy a ptáky, tyrkysově parafyletická třída plazů a červeně polyfyletická skupina teplokrevných, zahrnující mimo jiné i ptáky.

## Kladistika
Situace v biologii se zásadně změnila koncem 20. století díky rozluštění genetického kódu, který poskytuje obrovské množství diskrétních dat, jež je možné algoritmicky a přesně porovnávat. Protože se zároveň rozšířila dostupnost i možnosti počítačů, začala se prosazovat nová mechanická metoda uspořádávání druhů organismů, kterou vypracoval německý entomolog Willy Hennig a kterou německo-americký biolog Ernst Mayr nazval kladistikou (z řec. klados, větev). Kladistika se snaží pro danou skupinu druhů shromáždit co nejvíce srovnatelných dat a uspořádat druhy do kladistického stromu tak, aby se například minimalizoval počet potřebných mutací. Kladistika ovšem pracuje pouze s druhy a nenabízí možnost, jak vytvářet vyšší smysluplné taxony, s nimiž naopak pracují nejen vědci, ale také pěstitelé a chovatelé, které se učí ve školách a podobně. O řešení problému nomenklatury se snaží projekt PhyloCode.